# Реджинфредо
Реджинфредо (итал. Reginfredo; ум. 28 декабря 1012, Бергамо) — итальянский прелат, Ординарий епархии Бергамо.

## Биография
Из той немногой информации, достоверно известна дата смерти епископа 28 декабря 1012 года, а также то, что он был преемником предыдущего прелата Адззонэ (итал. Azzone), унаследовав кафедру после смерти последнего в 996 году
Император Оттон III, к которому он был близок в политическом плане, способствовал или, возможно, навязывал ему принятие епископства.
После смерти в X веке графа Аттона ди Гуиберто (итал. Attone di Guiberto), владельца Лекко, осталось сомнительное завещание, скорее всего сфальсифицированное в курии Бергамо, согласно которому в собственность епархии Бергамо перешла территория на правобережье реки Брембо.
Епископ был одним из тех, кто в начале 1000 года расширил юрисдикцию своей епархии, умножив таким образом личную политическую власть.
После смерти Оттона III его отношения с преемником Генрихом II колебались, сначала из-за поддержки епископом короля Ардуина, затем они улучшились после того, как позиции Ардуина ослабли.
После смерти в 1012 году новым управляющим епархии Бергамо стал преосвященный Алгерио или Алкерио (итал. Algherio o Alcherio) с 1013 года.